# Renger Koning

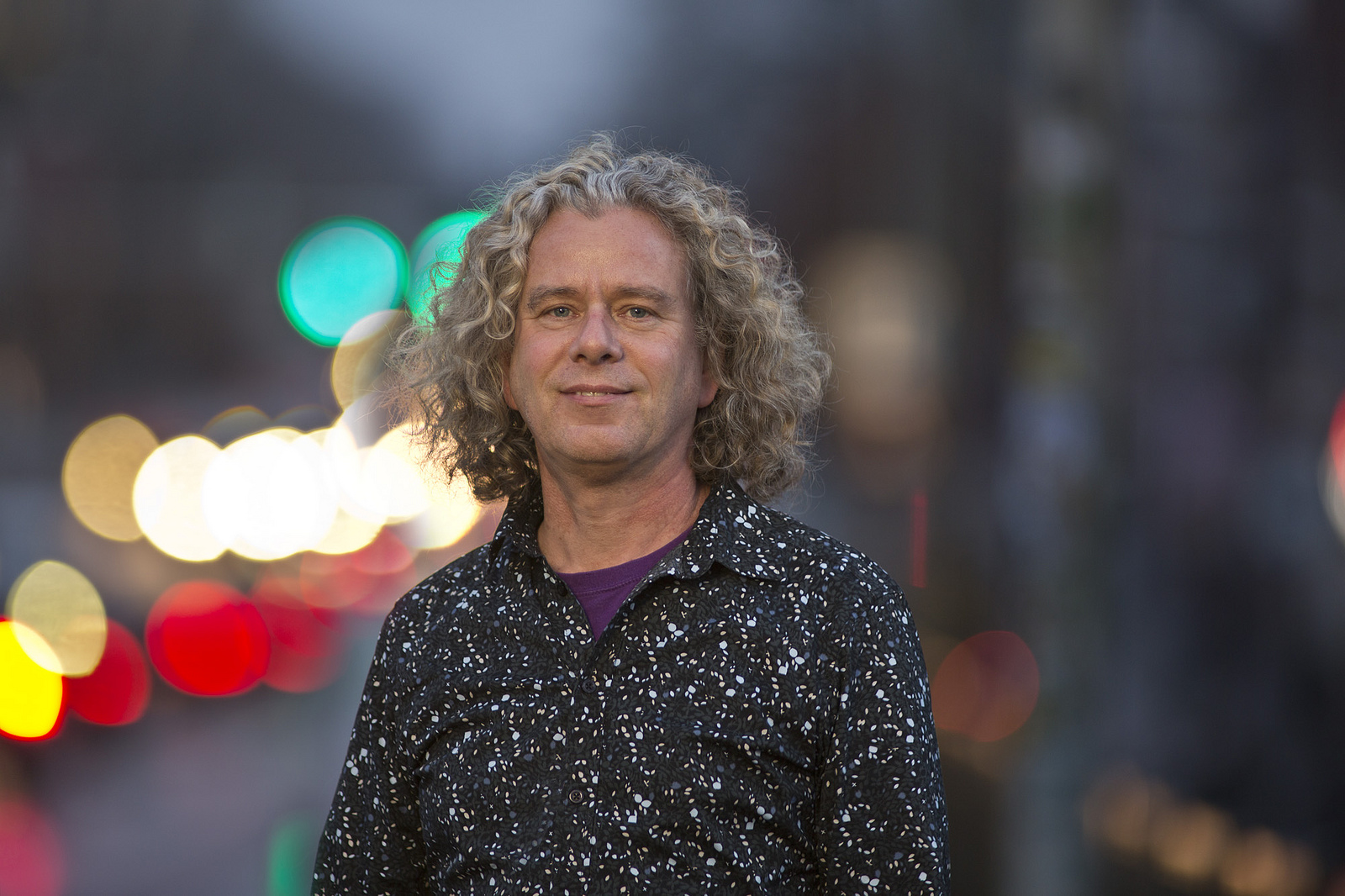
Renger Koning

Renger Koning (Leens, 11 maart 1959) is een Nederlands componist, producer en sound designer.

## Biografie
Naast componist, producer en sound designer is Renger Koning ook eigenaar en oprichter van productiemaatschappij Soundbase en uitgeverij Soundlabel. Beide bedrijven zijn gevestigd in de Puddingfabriek in Groningen, waar hij een van de initiatiefnemers van is. Renger was van 2012 tot en met 2020 bestuurslid van Buma Cultuur en is sedert 2012 bestuurslid van de Beroepsvereniging Componisten Multi-Media (BCMM). 
Renger Koning componeert en produceert onder andere voor films en documentaires, games en applicaties, online- en televisie commercials, theater en interactieve installaties in de publieke ruimte. Enkele voorbeelden hiervan zijn de debuutfilm 'Die Welt' van Alex Pitstra, de online adventure game 'Legend of Zork', verschillende 'chapters' van het stuk 'Mr. West' dat is uitgevoerd door het Metropole Orkest als onderdeel van het International Film Festival Rotterdam 2011 en sound scapes voor een lichtinstallatie van Mo Stoebe en Sophie Clements (als onderdeel van de manifestatie 'Do The RoofTopHop!' tijdens het Noorderzonfestival).
Een voorbeeld van zijn werk als sound designer is de sample collectie 'Piano Attack', waarvoor verscheidene piano's op onconventionele wijze zijn gebruikt om unieke geluiden en sound scapes te creëren.
Renger heeft meerdere albums en verschillende singles uitgebracht, solo onder de naam 'Renger' en als duo met Leonieke Toering onder de naam 'Sweet Wicked'.
Regelmatig is hij genomineerd en bekroond voor zijn werk; in 2017 won hij één van de Buma Awards (beste filmmuziek) voor ‘Bezness as Usual’ geregisseerd door Alex Pitstra.
Renger studeerde beeldhouwkunst (1978-1983) aan de Academie Minerva in Groningen.

## Persoonlijk
Renger Koning groeide op in Leens, heeft zijn privé en zakelijke roots onder andere in Groningen, heeft twee kinderen en is tegenwoordig samenwonend.

## Discografie

### Singles
| Artiestennaam             | Single                     | Datum van verschijnen | Jaar |
| ------------------------- | -------------------------- | --------------------- | ---- |
| Sweet Wicked              | I love you (happy or blue) | 12-04-2011            | 2011 |
| Renger feat. Wubbo Ockels | What the bleep do we know  | 18-08-2010            | 2010 |

### Albums
| Artiestennaam | Album      | Datum van verschijnen | Jaar |
| ------------- | ---------- | --------------------- | ---- |
| Renger        | Bon Eno Ma | 11-03-2011            | 2011 |

## Prijzen en nominaties
- 2005: World Media Festival Berlin - Silver Award voor 'Rijksmuseum, the Masterpieces'
- 2008: New York Festivals - Finalist Certificate in de categorie 'Best Original Music/Lyrics' voor 'AUREA Sirens'
- 2008: New York Festivals - Silver World Medal in de categorie 'Best Soundtrack/Audio Mix' voor 'AUREA Sirens'
- 2008: Effie Awards - Bronzen Effie voor de campagne 'er gaat niets boven Groningen'
- 2009: New York Festivals - Finalist Certificate in de categorie 'Craft: Original Music' voor 'Tango Demasqué'
- 2012: E-virtuoses Award - In de categorie “Best Project” voor de Wii-game 'De Ontdekker', ontwikkeld door MAD Multimedia, sound design en muziek door Renger Koning